# Seznam osebnosti iz Občine Solčava
Seznam osebnosti iz Občine Solčava vsebuje osebnosti, ki so se tu rodile, delovale ali umrle.
Občina Solčava ima 4 naselja: Logarska Dolina, Podolševa, Robanov Kot, Solčava

## Cerkev
- Jernej Maroušnik (1805, Solčava  – 1868, Hüttenberg), duhovnik

## Kultura, umetnost in humanistika
- France Štiftar (1846, Solčava  – 1913, Kaluga), jezikoslovec, literarni teoretik, publicist in turistični delavec
- Anton Tevž (1894, Bočna – 1971, Ljubno ob Savinji), glasbenik, orglavec in gospodarstvenik
- Jože Vršnik (1900, Solčava – 1973, Robanov Kot), zbiralec ljudskega izročila
- Ignac Kamenik (1926, Solčava – 2002, Maribor), slovenist, bibliotekar, dramaturg, pedagog in pisatelj
- Davorin Lenko (1984, Slovenj Gradec –), pisatelj, pesnik in glasbeni kritik, otroštvo je preživel v Solčavi
- Valent Vider (neznano), zbiralec ljudskega izročila
- Franci Podbrežnik Solčavski (neznano), moderator in glasbenik
- Kristina Golob (neznano), pianistka

## Šolstvo
- Vladimir Herle (1869, Solčava  – 1932, Kranj), šolnik in naravoslovec
- Branko Zemljič (1887, Radmirje – 1961, Ljubljana), prosvetni delavec in planinec
- Drago Kumer (1926, Šmatevž – 1994, Šešče pri Preboldu), učitelj in pisatelj

## Gradbeništvo
- Vlasto Zemljič (1919, Solčava  – 1997, Ljubljana), gradbenik

## Planinstvo
- Franc Tiller (1879, Brežice  – 1952, Ljubljana), planinski organizator in sodnik
- Andrino Kopinšek (1900, Trento  – 1986, Celje), alpinist, gorski reševalec in planinski organizator, ustanovil zametek gorske reševalne službe v Solčavi

## Drugo
- Mica Logar (1904, Logarska dolina  – 1989, Logarska dolina), hotelirka
- Vinko Simončič (1914, Čatež  – 1944, Blagovica), vojaški poveljnik in narodni heroj, v Solčavi se nahaja spomenik, saj se je kot koroški borec veliko zadrževal v Logarski dolini